# Raiskionsaari
Raiskionsaari är en ö i Finland. Den ligger i sjön Saarijärvi och i kommunen Posio i den ekonomiska regionen  Östra Lapplands ekonomiska region  och landskapet Lappland, i den norra delen av landet, 700 km norr om huvudstaden Helsingfors. Öns area är 2,4 hektar och dess största längd är 290 meter i sydväst-nordöstlig riktning.